# World Games 2017/Tauziehen
Bei den World Games 2017 wurden vom 29. bis 30. Juli 2017 drei Wettbewerbe im Tauziehen durchgeführt.

## Wettbewerbe und Zeitplan
| Wettbewerbe    | Juli | Juli | Juli |
| Damen          | 29.  | 30.  |      |
| -------------- | ---- | ---- | ---- |
| Indoor 540 kg  |      |      |      |
| Herren         | 29.  | 30.  |      |
| Outdoor 700 kg |      |      |      |
| Outdoor 640 kg |      |      |      |

|  | Qualifikation |  | Finale |

## Damen

### Indoor 540 kg

#### Vorrunde
Tabelle
| Platz | Team                | Sp | S | U | Punkte |
| ----- | ------------------- | -- | - | - | ------ |
| 1.    | Chinesisch Taipeh   | 5  | 5 | 0 | 15     |
| 2.    | Volksrepublik China | 5  | 4 | 0 | 12     |
| 3.    | Niederlande         | 5  | 2 | 1 | 7      |
| 4.    | Südafrika           | 5  | 2 | 0 | 6      |
| 5.    | Schweiz             | 5  | 1 | 1 | 4      |
| 6.    | Irland              | 5  | 0 | 0 | 0      |

|  | Qualifikation zum Halbfinale |

Resultate
| Tag      | Zeit  | Pkt | Zug/Zeit (min) | Zug/Zeit (min) | Begegnung                               | Zug/Zeit (min) | Zug/Zeit (min) | Pkt |
| Tag      | Zeit  | Pkt | 1              | 2              | Begegnung                               | 1              | 2              | Pkt |
| -------- | ----- | --- | -------------- | -------------- | --------------------------------------- | -------------- | -------------- | --- |
| 29. Juli | 10:15 | 0   | X              | X              | Irland – Volksrepublik China            | 1:03           | 1:02           | 3   |
| 29. Juli | 10:21 | 0   | X              | X              | Südafrika – Chinesisch Taipeh           | 1:09           | 0:46           | 3   |
| 29. Juli | 10:27 | 1   | ?              | ?              | Schweiz – Niederlande                   | ?              | ?              | 1   |
| 29. Juli | 10:33 | 0   | X              | X              | Volksrepublik China – Chinesisch Taipeh | 2:06           | 2:33           | 3   |
| 29. Juli | 10:39 | 0   | X              | X              | Irland – Niederlande                    | 1:06           | 0:52           | 3   |
| 29. Juli | 10:45 | 3   | 1:20           | 0:47           | Südafrika – Schweiz                     | X              | X              | 0   |
| 29. Juli | 10:51 | 0   | X              | X              | Irland – Chinesisch Taipeh              | 0:33           | 0:18           | 3   |
| 29. Juli | 10:57 | 3   | 0:39           | 0:31           | Volksrepublik China – Schweiz           | X              | X              | 0   |
| 29. Juli | 11:03 | 0   | X              | X              | Südafrika – Niederlande                 | 2:09           | 1:25           | 3   |
| 29. Juli | 11:09 | 3   | 1:03           | 0:35           | Chinesisch Taipeh – Schweiz             | X              | X              | 0   |
| 29. Juli | 11:15 | 0   | X              | X              | Irland – Südafrika                      | 0:30           | 0:33           | 3   |
| 29. Juli | 11:21 | 3   | 1:01           | 0:33           | Volksrepublik China – Niederlande       | X              | X              | 0   |
| 29. Juli | 11:27 | 0   | X              | X              | Irland – Schweiz                        | 0:32           | 0:47           | 3   |
| 29. Juli | 11:33 | 3   | 0:20           | 0:25           | Chinesisch Taipeh – Niederlande         | X              | X              | 0   |
| 29. Juli | 11:39 | 3   | 0:57           | 0:36           | Volksrepublik China – Südafrika         | X              | X              | 0   |

#### Halbfinale
| Tag      | Zeit  | Pkt | Zug/Zeit (min) | Zug/Zeit (min) | Zug/Zeit (min) | Begegnung                         | Zug/Zeit (min) | Zug/Zeit (min) | Zug/Zeit (min) | Pkt |
| Tag      | Zeit  | Pkt | 1              | 2              | 3              | Begegnung                         | 1              | 2              | 3              | Pkt |
| -------- | ----- | --- | -------------- | -------------- | -------------- | --------------------------------- | -------------- | -------------- | -------------- | --- |
| 29. Juli | 12:30 | 3   | 0:32           | 0:24           | X              | Chinesisch Taipeh – Südafrika     | X              | X              | X              | 0   |
| 29. Juli | 12:30 | 3   | 1:13           | 0:11           | X              | Volksrepublik China – Niederlande | X              | X              | X              | 0   |

#### Spiel um Bronze
| Tag      | Zeit  | Pkt | Zug/Zeit (min) | Zug/Zeit (min) | Zug/Zeit (min) | Begegnung               | Zug/Zeit (min) | Zug/Zeit (min) | Zug/Zeit (min) | Pkt |
| Tag      | Zeit  | Pkt | 1              | 2              | 3              | Begegnung               | 1              | 2              | 3              | Pkt |
| -------- | ----- | --- | -------------- | -------------- | -------------- | ----------------------- | -------------- | -------------- | -------------- | --- |
| 29. Juli | 12:45 | 3   | 2:26           | 1:16           | X              | Südafrika – Niederlande | X              | X              | X              | 0   |

#### Spiel um Gold
| Tag      | Zeit  | Pkt | Zug/Zeit (min) | Zug/Zeit (min) | Zug/Zeit (min) | Begegnung                               | Zug/Zeit (min) | Zug/Zeit (min) | Zug/Zeit (min) | Pkt |
| Tag      | Zeit  | Pkt | 1              | 2              | 3              | Begegnung                               | 1              | 2              | 3              | Pkt |
| -------- | ----- | --- | -------------- | -------------- | -------------- | --------------------------------------- | -------------- | -------------- | -------------- | --- |
| 29. Juli | 13:00 | 3   | ?              | ?              | X              | Chinesisch Taipeh – Volksrepublik China | X              | X              | X              | 0   |

## Herren

### Outdoor 700 kg

#### Vorrunde
Tabelle
| Platz | Team                   | Sp | S | U | Punkte |
| ----- | ---------------------- | -- | - | - | ------ |
| 1.    | Schweiz                | 5  | 5 | 0 | 15     |
| 2.    | Niederlande            | 5  | 3 | 1 | 10     |
| 3.    | Vereinigtes Königreich | 5  | 2 | 2 | 8      |
| 4.    | Belgien                | 5  | 1 | 1 | 4      |
| 5.    | Deutschland            | 5  | 1 | 1 | 4      |
| 6.    | Schweden               | 5  | 0 | 1 | 1      |

|  | Qualifikation zum Halbfinale |

Resultate
| Tag      | Zeit  | Pkt | Zug/Zeit (min) | Zug/Zeit (min) | Begegnung                            | Zug/Zeit (min) | Zug/Zeit (min) | Pkt |
| Tag      | Zeit  | Pkt | 1              | 2              | Begegnung                            | 1              | 2              | Pkt |
| -------- | ----- | --- | -------------- | -------------- | ------------------------------------ | -------------- | -------------- | --- |
| 29. Juli | 15:00 | 3   | 1:06           | 0:44           | Niederlande – Deutschland            | X              | X              | 0   |
| 29. Juli | 15:06 | 0   | X              | X              | Belgien – Vereinigtes Königreich     | 1:06           | 1:22           | 3   |
| 29. Juli | 15:12 | 3   | 1:47           | 1:25           | Schweiz – Schweden                   | X              | X              | 0   |
| 29. Juli | 15:18 | 1   | ?              | ?              | Deutschland – Vereinigtes Königreich | ?              | ?              | 1   |
| 29. Juli | 15:24 | 3   | 1:40           | 1:11           | Niederlande – Schweden               | X              | X              | 0   |
| 29. Juli | 15:30 | 0   | X              | X              | Belgien – Schweiz                    | X              | X              | 3   |
| 29. Juli | 15:36 | 1   | ?              | ?              | Niederlande – Vereinigtes Königreich | ?              | ?              | 1   |
| 29. Juli | 15:42 | 0   | X              | X              | Deutschland – Schweiz                | 1:18           | 0:40           | 3   |
| 29. Juli | 15:48 | 1   | ?              | ?              | Belgien – Schweden                   | ?              | ?              | 1   |
| 29. Juli | 15:54 | 0   | X              | X              | Vereinigtes Königreich – Schweiz     | 1:19           | 1:04           | 3   |
| 29. Juli | 16:00 | 3   | 1:26           | 2:00           | Niederlande – Belgien                | X              | X              | 0   |
| 29. Juli | 16:06 | 3   | 2:16           | 0:59           | Deutschland – Schweden               | X              | X              | 0   |
| 29. Juli | 16:12 | 0   | X              | X              | Niederlande – Schweiz                | 1:26           | 0:57           | 3   |
| 29. Juli | 16:18 | 3   | 1:24           | 1:22           | Vereinigtes Königreich – Schweden    | X              | X              | 0   |
| 29. Juli | 16:24 | 0   | X              | X              | Deutschland – Belgien                | 2:39           | 1:13           | 3   |

#### Halbfinale
| Tag      | Zeit  | Pkt | Zug/Zeit (min) | Zug/Zeit (min) | Zug/Zeit (min) | Begegnung                            | Zug/Zeit (min) | Zug/Zeit (min) | Zug/Zeit (min) | Pkt |
| Tag      | Zeit  | Pkt | 1              | 2              | 3              | Begegnung                            | 1              | 2              | 3              | Pkt |
| -------- | ----- | --- | -------------- | -------------- | -------------- | ------------------------------------ | -------------- | -------------- | -------------- | --- |
| 29. Juli | 17:00 | 3   | 0:36           | 0:45           | X              | Schweiz – Belgien                    | X              | X              | X              | 0   |
| 29. Juli | 17:00 | 3   | 2:17           | 0:33           | X              | Niederlande – Vereinigtes Königreich | X              | X              | X              | 0   |

#### Spiel um Bronze
| Tag      | Zeit  | Pkt | Zug/Zeit (min) | Zug/Zeit (min) | Zug/Zeit (min) | Begegnung                        | Zug/Zeit (min) | Zug/Zeit (min) | Zug/Zeit (min) | Pkt |
| Tag      | Zeit  | Pkt | 1              | 2              | 3              | Begegnung                        | 1              | 2              | 3              | Pkt |
| -------- | ----- | --- | -------------- | -------------- | -------------- | -------------------------------- | -------------- | -------------- | -------------- | --- |
| 29. Juli | 17:15 | 0   | X              | X              | X              | Belgien – Vereinigtes Königreich | 2:28           | 1:14           | X              | 3   |

#### Spiel um Gold
| Tag      | Zeit  | Pkt | Zug/Zeit (min) | Zug/Zeit (min) | Zug/Zeit (min) | Begegnung             | Zug/Zeit (min) | Zug/Zeit (min) | Zug/Zeit (min) | Pkt |
| Tag      | Zeit  | Pkt | 1              | 2              | 3              | Begegnung             | 1              | 2              | 3              | Pkt |
| -------- | ----- | --- | -------------- | -------------- | -------------- | --------------------- | -------------- | -------------- | -------------- | --- |
| 29. Juli | 17:21 | 3   | 1:52           | 0:55           | X              | Schweiz – Niederlande | X              | X              | X              | 0   |

### Outdoor 640 kg

#### Vorrunde
Tabelle
| Platz | Team                   | Sp | S | U | Punkte |
| ----- | ---------------------- | -- | - | - | ------ |
| 1.    | Schweiz                | 5  | 5 | 0 | 15     |
| 2.    | Vereinigtes Königreich | 5  | 4 | 0 | 12     |
| 3.    | Schweden               | 5  | 3 | 0 | 9      |
| 4.    | Deutschland            | 5  | 2 | 0 | 6      |
| 5.    | Niederlande            | 5  | 0 | 1 | 1      |
| 6.    | Irland                 | 5  | 0 | 1 | 1      |

|  | Qualifikation zum Halbfinale |

Resultate
| Tag      | Zeit  | Pkt | Zug/Zeit (min) | Zug/Zeit (min) | Begegnung                            | Zug/Zeit (min) | Zug/Zeit (min) | Pkt |
| Tag      | Zeit  | Pkt | 1              | 2              | Begegnung                            | 1              | 2              | Pkt |
| -------- | ----- | --- | -------------- | -------------- | ------------------------------------ | -------------- | -------------- | --- |
| 30. Juli | 12:00 | 1   | ?              | ?              | Irland – Niederlande                 | ?              | ?              | 1   |
| 30. Juli | 12:06 | 3   | 1:03           | 0:39           | Schweiz – Schweden                   | X              | X              | 0   |
| 30. Juli | 12:12 | 3   | 1:59           | 1:07           | Vereinigtes Königreich – Deutschland | X              | X              | 0   |
| 30. Juli | 12:18 | 0   | X              | X              | Niederlande – Schweden               | 2:00           | 0:26           | 3   |
| 30. Juli | 12:24 | 0   | X              | X              | Irland – Deutschland                 | 0:49           | 1:08           | 3   |
| 30. Juli | 12:30 | 3   | 2:11           | 1:41           | Schweiz – Vereinigtes Königreich     | X              | X              | 0   |
| 30. Juli | 12:36 | 0   | X              | X              | Irland – Schweden                    | 1:44           | 1:08           | 3   |
| 30. Juli | 12:42 | 0   | X              | X              | Niederlande – Vereinigtes Königreich | 2:10           | 1:19           | 3   |
| 30. Juli | 12:48 | 3   | 0:41           | 0:36           | Schweiz – Deutschland                | X              | X              | 0   |
| 30. Juli | 12:54 | 0   | X              | X              | Schweden – Vereinigtes Königreich    | 1:17           | 0:30           | 3   |
| 30. Juli | 13:00 | 0   | X              | X              | Irland – Schweiz                     | 1:54           | 0:51           | 3   |
| 30. Juli | 13:06 | 0   | X              | X              | Niederlande – Deutschland            | 2:07           | 1:04           | 3   |
| 30. Juli | 13:12 | 0   | X              | X              | Irland – Vereinigtes Königreich      | 1:39           | 1:08           | 3   |
| 30. Juli | 13:18 | 3   | 0:28           | 0:33           | Schweden – Deutschland               | X              | X              | 0   |
| 30. Juli | 13:24 | 0   | X              | X              | Niederlande – Schweiz                | 0:55           | 0:26           | 3   |

#### Halbfinale
| Tag      | Zeit  | Pkt | Zug/Zeit (min) | Zug/Zeit (min) | Zug/Zeit (min) | Begegnung                         | Zug/Zeit (min) | Zug/Zeit (min) | Zug/Zeit (min) | Pkt |
| Tag      | Zeit  | Pkt | 1              | 2              | 3              | Begegnung                         | 1              | 2              | 3              | Pkt |
| -------- | ----- | --- | -------------- | -------------- | -------------- | --------------------------------- | -------------- | -------------- | -------------- | --- |
| 30. Juli | 14:05 | 3   | 1:51           | 0:36           | X              | Vereinigtes Königreich – Schweden | X              | X              | X              | 0   |
| 30. Juli | 14:05 | 3   | 0:32           | 0:32           | X              | Schweiz – Deutschland             | X              | X              | X              | 0   |

#### Spiel um Bronze
| Tag      | Zeit  | Pkt | Zug/Zeit (min) | Zug/Zeit (min) | Zug/Zeit (min) | Begegnung              | Zug/Zeit (min) | Zug/Zeit (min) | Zug/Zeit (min) | Pkt |
| Tag      | Zeit  | Pkt | 1              | 2              | 3              | Begegnung              | 1              | 2              | 3              | Pkt |
| -------- | ----- | --- | -------------- | -------------- | -------------- | ---------------------- | -------------- | -------------- | -------------- | --- |
| 30. Juli | 14:20 | 0   | X              | X              | X              | Schweden – Deutschland | 0:37           | 0:36           | X              | 3   |

#### Spiel um Gold
| Tag      | Zeit  | Pkt | Zug/Zeit (min) | Zug/Zeit (min) | Zug/Zeit (min) | Begegnung                        | Zug/Zeit (min) | Zug/Zeit (min) | Zug/Zeit (min) | Pkt |
| Tag      | Zeit  | Pkt | 1              | 2              | 3              | Begegnung                        | 1              | 2              | 3              | Pkt |
| -------- | ----- | --- | -------------- | -------------- | -------------- | -------------------------------- | -------------- | -------------- | -------------- | --- |
| 30. Juli | 14:15 | 2   | X              | 2:07           | 1:31           | Vereinigtes Königreich – Schweiz | 2:39           | X              | X              | 1   |

## Medaillenspiegel
| Medaillenspiegel | Medaillenspiegel       | Medaillenspiegel | Medaillenspiegel | Medaillenspiegel | Medaillenspiegel |
| Platz            | Land                   | G                | S                | B                | Gesamt           |
| ---------------- | ---------------------- | ---------------- | ---------------- | ---------------- | ---------------- |
| 01               | Schweiz                | 1                | 1                | 0                | 2                |
| 02               | Vereinigtes Königreich | 1                | 0                | 1                | 2                |
| 03               | Chinesisch Taipeh      | 1                | 0                | 0                | 1                |
| 04               | Volksrepublik China    | 0                | 1                | 0                | 1                |
| 04               | Niederlande            | 0                | 1                | 0                | 1                |
| 06               | Deutschland            | 0                | 0                | 1                | 1                |
| 06               | Südafrika              | 0                | 0                | 1                | 1                |
| Total            | Total                  | 3                | 3                | 3                | 9                |